# Xenoglosie

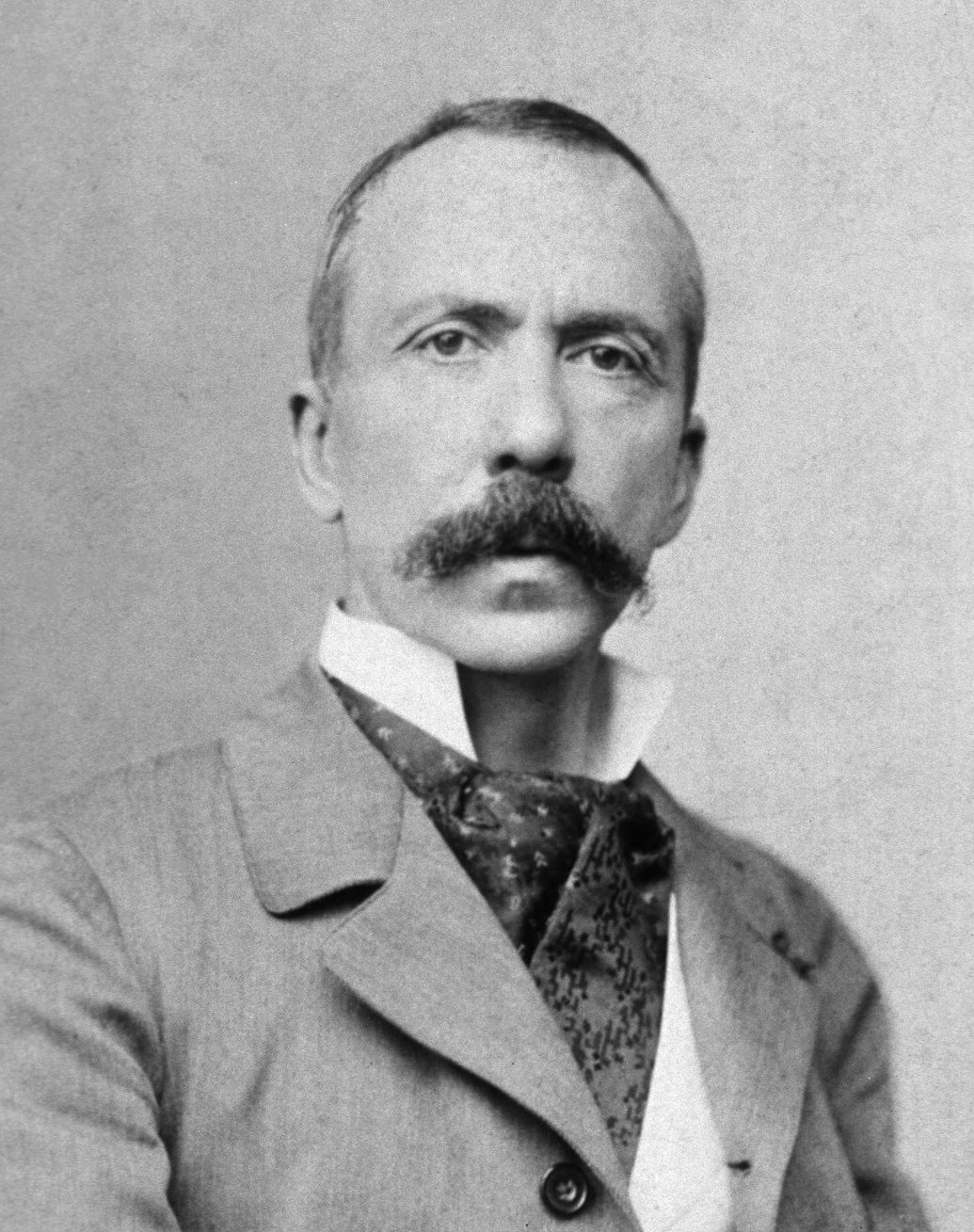
Charles Robert Richet

Xenoglosie (pochází řeckých slov ξένος, xenos = cizí a γλῶσσα, glossa = řeč, jazyk) je údajný paranormální jev, při kterém je pozorovaná osoba v transu či hypnotickém stavu schopna mluvit cizím jazykem, který se nikdy neučila. Tímto jevem se zabývá parapsychologie. Jev nikdy nebyl vědecky podložen. Od xenoglosie je třeba odlišovat glosolálii.
Označení zavedl Charles Richet. Tento pojem též používal výzkumník domnělých případů reinkarnace a spontánních vzpomínek na minulé životy, Ian Stevenson, jako označení jevu, kdy některé z dětí vykazují znalosti (obvykle okrajové) jazyka, který používala předchozí osoba.